# Jahleel Brenton
Jahleel Brenton est un vice-amiral britannique né le 22 août 1770 à Newport, dans la colonie de Rhode Island, et mort le 21 avril 1844 à Leamington Spa, dans le Warwickshire.

## Carrière

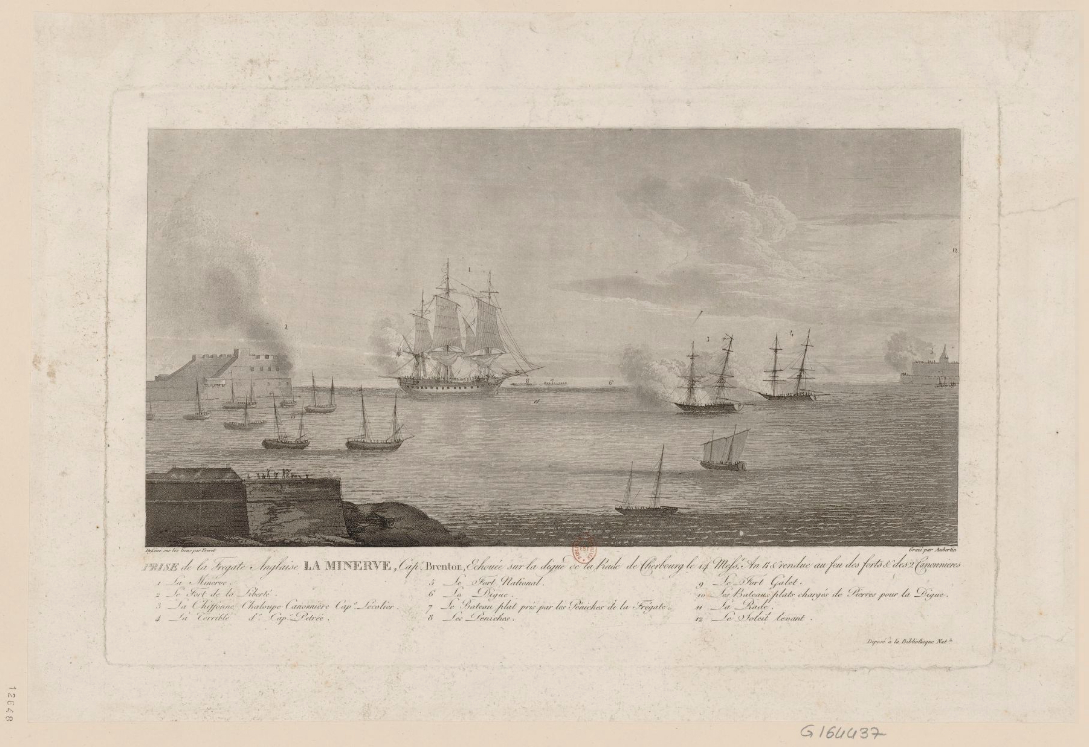
Prise de la frégate anglaise La Minerve échouée sur la digue de la rade de Cherbourg (2 juillet 1803), gravure d'Aubertin.

Brenton sert tout d'abord dans la marine suédoise. Il revient en Angleterre en 1790 et sert successivement sur l’Assurance puis sur le Speedy dont il devient premier lieutenant. Il devient commandant sur le Trepassey en 1792, en mission dans les eaux de Terre-Neuve.
Il sert en Méditerranée à partir de 1795, et va peu à peu monter en grade au fur et à mesure qu'il s'illustre dans les combats contre les Espagnols et contre les Français. Il est fait prisonnier par les Français entre 1803 et 1806, avant d'être échangé contre un prisonnier français. Il reprend du service et s'illustre particulièrement dans une action devant Naples le 1er mai 1801 au cours de laquelle il est blessé mais reçoit les compliments de son adversaire Joachim Murat.

## Distinctions
Jahleel Brenton est fait baronnet en 1812. Il devient chevalier de l'ordre du Bain (KCB) en 1815.